# Carl Nærup
Carl Georg Nicolay Hansen Nærup, född 16 juli 1864 i Ålesund, död 2 januari 1931, var en norsk litteraturkritiker.
Nærup vistades flera år i Storbritannien och Amerika, Frankrike, Italien och Tyskland, varefter han var verksam som kritiker, bland annat i Verdens Gang (1896–1910) och Tidens Tegn (från 1910), och utgivare av Wergelands, Bjørnsons och Ibsens verk med inledning och kommentar. Han deltog aktivt i 1890-talets nyromantiska genombrott.